# Крючки (Третьяковський район)
Крючки́ (рос. Крючки) — селище у складі Третьяковського району Алтайського краю, Росія. Входить до складу Третьяковської сільської ради.

## Населення
Населення — 143 особи (2010; 208 у 2002).
Національний склад (станом на 2002 рік):
- росіяни — 96 %